# Kelly Lynch
Kelly Lynch (Golden Valley, 31 de janeiro de 1959) é uma modelo e atriz norte-americana.
Kelly é filha de uma dançarina (Barbara) e um restaurador (Robert). Tem uma filha, Shane, nascida em 1985, e desde 1992 é casada com o produtor e roteirista Mitch Glazer.
Como modelo, chegou a figurar no catálogo da Elite Model Management.

## Filmografia
- Passion Play (2010) .... Harriet
- Kaboom (2010) .... Nicole
- The Perfect Age of Rock 'n' Roll (2009) .... Maggie
- Normal Adolescent Behavior (2007) .... Helen
- The Visitation (2006) .... Morgan Elliot
- Welcome to California (2005) .... Susanna Smith
- The Jacket (2005) .... Jean Price
- At Last (2005) .... Sara Wood
- Dallas 362 (2003) .... Mary
- The Slaughter Rule (2002) .... Evangeline Chutney
- Joe Somebody (2001) .... Callie Scheffer
- Charlie's Angels (2000) .... Vivian Wood
- Homegrown (1998) .... Lucy
- Mr. Magoo (1997) .... Luanne
- Cold Around the Heart (1997) .... Jude Law
- Persons Unknown (1996) .... Amanda
- Heaven's Prisoners (1996) .... Annie Robicheaux
- White Man's Burden (1995) .... Marsha Pinnock
- Virtuosity (1995) .... Madison Carter
- Imaginary Crimes (1994) .... Valery Weiler
- The Beans of Egypt, Maine (1994) .... Roberta Bean
- Three of Hearts (1993) .... Connie Czapski
- Curly Sue (1991) .... Grey Ellison
- Desperate Hours (1990) .... Nancy Breyers
- Drugstore Cowboy (1989) .... Dianne
- Road House (1989) .... Doc
- Warm Summer Rain (1989) .... Kate
- Cocktail (1988) .... Kerry Coughlin
- Bright Lights, Big City (1988) .... Elaine
- Osa (1986) .... Osa